# Miconia warmingiana
Miconia warmingiana är en tvåhjärtbladig växtart som beskrevs av Célestin Alfred Cogniaux. Miconia warmingiana ingår i släktet Miconia och familjen Melastomataceae. Inga underarter finns listade i Catalogue of Life.